# ببساطة (مسلسل)
ببساطة مسلسل سينيمائي سوري بدأ عرض الجزء الأول في 1 شباط عام 2019 وانتهى عرضه 19 فبراير عام 2019 على تلفزيون جوردن سبورت، والجزء الثاني في 18 يناير عام 2020 حتى الآن على بي إن دراما، وهو عبارة عن حلقات منفصلة يشبه إلى حد كبير المسلسل الشهير بقعة ضوء وهو من إخراج سيف الدين سبيعي في الجزء الأول وتامر إسحاق في الجزء الثاني و تأليف رنا الحريري ومازن طه وغيرهم.

## الحلقات
| رقم الموسم | عدد الحلقات | تاريخ بداية البث | تاريخ نهاية البث | قناة العرض  |
| ---------- | ----------- | ---------------- | ---------------- | ----------- |
| 1          | 50          | 01 يناير 2019    | 19 فبراير 2019   | تلفزيون لنا |
| 2          | 150         | 18 يناير 2020    | 24 مايو 2020     | بي إن دراما |

## فريق الممثلين
- صفاء سلطان
- باسم ياخور
- باسل خياط
- طلال مارديني
- أحمد الأحمد
- إنجي مراد
- أندريه سكاف
- محمد حداقي
- ديمة بياعة
- رنا شميس
- محمد مارديني
- بسام السعدي
- ربى السعدي
- هبة نور
- نادين تحسين بك
- عبد المنعم عمايري
- صفاء سلطان
- دانا الحلبي
- كرم الشعراني
- أندريه سكاف
- نزار أبو حجر
- أيمن بهنسي
- مصطفى المصطفى
- عبد الرحمن قويدر
- شادي الصفدي